# Łagodna hiperenzymemia trzustkowa
Łagodna hiperenzymemia trzustkowa in. zespół Gullo (ang. Benign Pancreatic Hyperenzymemia, Gullo Syndrome) – przewlekłe podwyższenie amylazy, izoamylazy trzustkowej, lipazy lub trypsyny stwierdzane u zdrowych osób bez klinicznych oraz obrazowych cech choroby trzustki. 

## Historia
Zespół został po raz pierwszy opisany przez włoskiego gastroenterologa Lucia Gullo w 1996 roku. 

## Etiologia
Fizjologicznie komórki pęcherzykowe trzustki na drodze egzocytozy wydzielają pod wpływem czynników neurohormonalnych przez błonę przyszczytową ziarnistości zymogennych czego efektem jest dostarczanie enzymów trawiennych poprzez przewody wyprowadzające trzustki do światła dwunastnicy. Natomiast dysfunkcja aparatu Golgiego może prowadzić do egzocytozy ziarnistości zymogennych poprzez błonę podstawną komórek pęcherzykowych trzustki i przechodzenie do krwiobiegu zarówno bezpośrednio jak i pośrednio poprzez naczynia chłonne. 

## Kryteria rozpoznania
Kryteria rozpoznania łagodnej hiperenzymemii trzustkowej:
- podwyższony poziom enzymów trzustkowych w co najmniej 3 oznaczeniach
- nieobecność objawów klinicznych choroby trzustki
- nieobecność chorób trzustki przeszłości
- prawidłowy obraz trzustki w 2 badaniach obrazowych wykonanych w odstępie 3–6 miesięcy

Pacjenci powinni być obserwowani przez okres 2 lat. Kontrolne badania krwi należy wykonać po 3, 6, 12, i 24 miesiącach natomiast kontrolne badania obrazowe trzustki po 12 i 24 miesiącach. Po 2 latach rozpoznanie należy uznać za pewne i nie ma potrzeby dalszej obserwacji. 

## Epidemiologia
Częstość występowania jest nieznana. Zespół występuje zarówno rodzinnie jak i sporadycznie.

## Obraz kliniczny
Łagodna hiperenzymemia trzustkowa występuje zarówno u zdrowych dzieci jak i zdrowych dorosłych, wzrost enzymów trzustkowych w większości przypadków dwu- do czterokrotnie przekracza normę, jednakże w pojedynczych przypadkach wzrost może być wyższy nawet do piętnastu razy ponad normę, wzrost enzymów trzustkowych jest zmienny w czasie i okresowo ich poziom może się normalizować (tylko u 20% pacjentów utrzymuje się ich stałe podwyższenie). Nie stwierdzono częstszego występowania nowotworów trzustki u osób z tym zespołem. 

## Diagnostyka różnicowa
Podwyższenie amylazy obserwowane jest w makroamylazemii oraz chorobach ślinianek, natomiast podwyższenie amylazy i/lub lipazy może występować w przebiegu wirusowego zapalenia wątroby, celiakii oraz niewydolności nerek.  Łagodną hiperenzymemię trzustkową można rozpoznać dopiero po wykluczeniu innych chorób trzustki i pozatrzustkowych przyczyn zwiększonej aktywności enzymów w surowicy. 